# José Joaquim Maia e Barbalho
José Joaquim Maia e Barbalho (Rio de Janeiro, 1757 - Coimbra, 1788), que usava o pseudônimo Vendek, foi um possível integrante da Inconfidência Mineira.
Em outubro de 1786, Thomas Jefferson, então embaixador dos Estados Unidos na França, recebeu uma correspondência oriunda da Universidade de Montpellier, assinada com o pseudônimo de Vendek. O missivista dizia ter assunto muito importante a tratar, porém queria que Jefferson recomendasse um canal seguro para a correspondência. Jefferson fê-lo imediatamente. Em maio do ano seguinte, 1787, a pretexto de visitar as antiguidades de Nîmes, Jefferson acertou um encontro com Vendek. Jefferson comunicou a sua conversa com Vendek à comissão para a correspondência secreta do congresso continental americano: "Eles consideram a Revolução Norte-Americana como um precedente para a sua", escreveu o embaixador; "pensam que os Estados Unidos é que poderiam dar-lhes um apoio honesto e, por vários motivos, simpatizam conosco (...) no caso de uma revolução vitoriosa no Brasil, um governo republicano seria instalado".
Vendek era José Joaquim Maia e Barbalho, estudante da Universidade de Coimbra, que a frequentou entre 1782 e 1785, sendo contemporâneo de José Álvares Maciel. Graduou-se em Medicina na Universidade de Montpellier em 1787. Jefferson respondeu a Maia que não tinha autoridade para assumir um compromisso oficial, mas que uma revolução vitoriosa no Brasil, obviamente, disse ele, "não seria desinteressante para os Estados Unidos, e a perspectiva de lucros poderia, talvez, atrair um certo número de pessoas para a sua causa, e motivos mais elevados atrairiam outras".
Um relatório minucioso dos comentários de Jefferson chegou ao Brasil, levado por Domingos Vidal Barbosa Lage, estudante Universidade de Montpellier.